# Edifici de Correus (Girona)
L'Edifici de Correus és una obra de Girona inclosa a l'Inventari del Patrimoni Arquitectònic de Catalunya.

## Descripció
És un edifici destinat al servei de correus de Girona, de planta rectangular i desenvolupat a l'entorn d'un pati central que en la planta baixa serveix d'espai comú públic. Es troba tapat a nivell de la planta pis amb vidre. Les façanes són de pedra i obra vista. La coberta és de teula àrab. L'element més simbòlic del conjunt és la cúpula central que ocupa un nivell més alt, coberta amb peces ceràmiques.

## Història
El conjunt fou construït seguint una estètica noucentista monumentalista, remarcant la visió que l'edifici té des de la Gran Via com fita visual. Per construir l'edifici, es realitzà un concurs entre arquitectes per tal de triar el projecte. Entre d'altres hi participà l'arquitecte Rafael Masó que quedà segon.